# Ecce Homo (Cossiers)
L'Ecce Homo, noto anche come Pilato presenta Cristo è un dipinto del pittore fiammingo Jan Cossiers realizzato circa nel 1620 e conservato al Museo del Louvre a Parigi in Francia. Entrò al Louvre nel 1994.

## Descrizione
Il dipinto ha in oggetto l'episodio evangelico dell'Ecce Homo. Gesù viene mostrato da Ponzio Pilato, il quale vestito con un turbante orientale dietro di lui, dopo essere stato flagellato, incoronato di spine e battuto con un'asta che in seguito serve come uno scettro.